# Ungerns herrlandslag i bandy

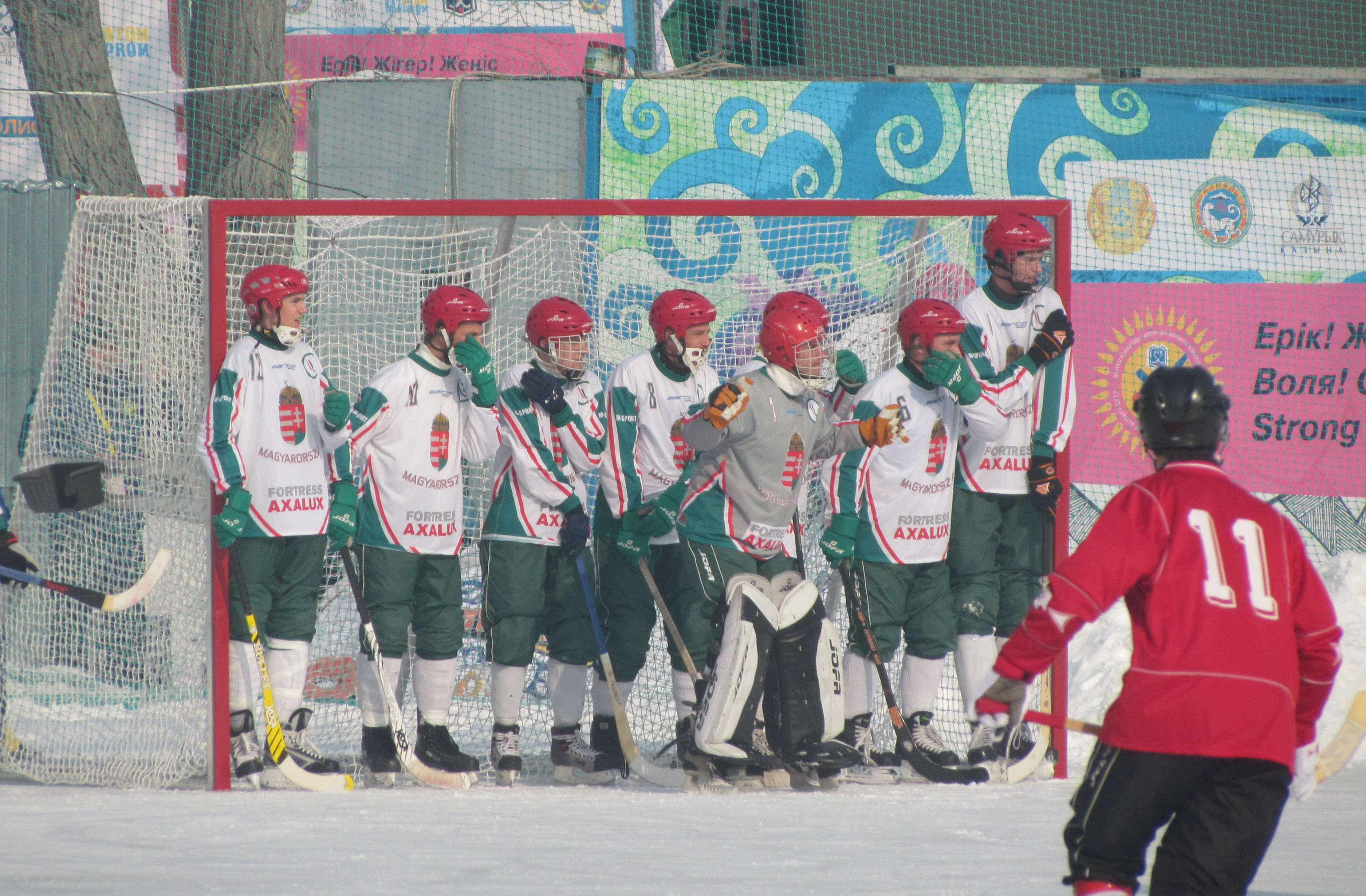

Ungerns herrlandslag i bandy  representerar Ungern i bandy på herrsidan. Vid Europamästerskapet i bandy 1913 deltog Österrike-Ungern, men det finns inga uppgifter på om spelare från Ungern deltog i landslaget. Ungern debuterade i Rossijaturneringen 1990 Novosibirsk i dåvarande Sovjetunionenoch VM-debuten kom 1991 i Finland.
Svenska spelare i Ungerns landslag genom åren: Sándor Bánffy (IK Sirius och IF Vindhemspojkarna), Istvan Polgar, Ronnie Polgar (Tjust), Andreas Nagy (Katrineholm SK) och Peter Takacs (IFK Vänersborg, Malmabergs BK, IFK Sollentuna) deltog i VM 1995 i USA och/eller VM 1997 i Sverige. Jozsef Kozak (Kungälv SK) deltog 1993 och 1995
Vid B-VM 2008 i Moskva debuterade Kristian Marosi för det ungerska landslaget, till vardags spelande för svenska Helenelunds IK.

## VM 2015
Truppen till Bandy-VM i Chabarovsk 2015
- Förbundskapten:  Istvan von Polgar

| Målvakter |

| Pos. | Ålder             | Namn            | Klubb       |
| ---- | ----------------- | --------------- | ----------- |
| Mv   | 21 september 1956 | Istvan Polgar   | IFK Uppsala |
| Mv   | 10 juni 1990      | Kristian Marosi | GT/76       |

| Utespelare |

| Pos. | Ålder            | Namn                  | Klubb             |
| ---- | ---------------- | --------------------- | ----------------- |
| F    | 25 april 1978    | Gábor Nagy            | Magyar Bandy Club |
| F    | 6 september 1973 | Attila Ádámfi         | Magyar Bandy Club |
| F    | 30 april 1965    | Zoltan Geyer          | Magyar Bandy Club |
| F    | 10 april 1991    | Peter Jankovics       | UTE Amatőr        |
| F    | 19 december 1974 | Alexej Homenko        | UTE Amatőr        |
| Mf   | 5 februari 1981  | Tamás Györy           | Huddinge Bandy    |
| Mf   | 29 maj 1998      | Daniel Heller         | MAK               |
| Mf   | 30 augusti 1994  | Botond Frajka         | Újpesti TE        |
| Mf   | 16 februari 1993 | Péter Nagy            | Újpesti TE        |
| Mf   | 31 maj 1993      | Robert Thelin         | Kareby IS         |
| Mf   | 4 december 1994  | Ferenc Norbert Muzsik | UTE Amatőr        |
| Mf   | 21 maj 1999      | Dennis Pacsay         | Finspångs AIK     |
| A    | 17 juni 1993     | Ludvig von Polgar     | IFK Uppsala       |
| A    | 11 februari 1988 | Tamás Mezőcsáti       | UTE Amatőr        |
| A    | 18 augusti 1982  | András Kordisz        | UTE Amatőr        |
| A    | 24 maj 1992      | David Molnar          | Magyar Bandy Club |

## EM 2014
Den 6 januari 2014 spelades ett inofficiellt Bandy-EM i Davos, Schweiz för att fira 100-årsjubileet av Europamästerskapet i bandy 1913. Ungern mötte Tjeckien, Nederländerna och Tyskland. Matcherna spelades på Eisstadion Davos i Davos på fullstor plan, matchtiden var 2x30 min.

Truppen till Bandy-EM i Davos 2014
- Förbundskapten:  ej bestämt

| Målvakt |

| Pos. | Ålder | Namn            | Klubb          |
| ---- | ----- | --------------- | -------------- |
| Mv   | 23    | Kristian Marosi | Helenelunds IK |

| Utespelare |

| Pos. | Ålder | Namn                 | Klubb          |
| ---- | ----- | -------------------- | -------------- |
| F    | 38    | Zoltán Geyer         |                |
| Mf   | 25    | Péter Bokor          |                |
| Mf   | 32    | Vilmos Szabó         |                |
| F    | 33    | Dániel Arvai         |                |
| Mf   | 15    | Dániel Heller        | GT/76 IK Bandy |
| F    | 35    | Gábor Nagy           |                |
| Mf   |       | Tibor Kun Bálint     |                |
| Mf   | 37    | Szabolcs Torday-Nagy |                |
| F    | 20    | Peter Nagy           |                |
|      |       | Dávid Molnár         |                |
| Mf   | 20    | Ludvig von Polgar    | Danmarks IF    |
| Mf   | 31    | András Kordisz       |                |
| A    | 32    | Tamás Györi          | Huddinge Bandy |
| A    | 38    | Szabolcs Sándor      |                |